# Joseph Schuster
Pour les articles homonymes, voir Schuster.
Joseph Schuster (Dresde, 11 août 1748 – Dresde, 24 juillet 1812) est un compositeur allemand.

## Biographie
Joseph Schuster naît à Dresde, où il reçoit sa première formation musicale de son père, un musicien de cour, et de Johann Georg Schürer. Grâce à une bourse du prince-électeur de Saxe, il peut étudier avec Giovanni Battista Martini et le contrepoint à Venise, avec G. Pera entre 1765 et 1768. En 1776, il termine son premier opera seria, Didone abbandonata, sur un livret de Metastasio. L'œuvre est donnée au Teatro San Carlo de Naples et rencontre un grand succès. La même année, un autre opéra seria, Demofoonte est créé à Forlì.
Les années suivantes, la position de Joseph Schuster, se renforce avec le succès à l'opéra de Naples et Venise. Il est également reconnu en Allemagne, en tant que compositeur accompli et son singspiel, Der Alchymist, oder Der Liebesteufel est considéré comme l'un des plus beaux exemples du genre. La plupart de ses œuvres sont dédiées à l'opéra buffa, mais il compose également des œuvres religieuses, de la musique de chambre et la musique d'orchestre.
Les œuvres de Joseph Schuster sont également trouvées dans les quatuors à cordes en annexe du catalogue Köchel (numéro 210 et suivants), et pendant longtemps, les « Quatuors milanais » (1772–1773) ont été considérés comme des œuvres de Mozart. Schuster composa ces œuvres autour de 1780, longtemps considérées comme des copies des originaux de Mozart. Le musicologue Ludwig Finscher a été en mesure de découvrir la véritable origine (dans The Music Research, 1966).

## Œuvres (sélection)
- Oratorio - La passione di Gesù Cristo (1778, Dresde).

### Opéras et singspiel
- La fedeltà in amore, Opera buffa (1773, Dresde)
- L'idolo cinese, Opera buffa (1776, Dresde)
- La Didone abbandonata, Opera seria (1776, Naples)
- Demofoonte, Opera seria (1776, Forlì)
- L'amore artigiano, Opera buffa (1776, Venise)
- La schiava liberata, Opera seria-comica (1777, Dresde)
- Der Alchymist oder Der Liebesteufel, Singspiel (1778, Dresde)
- Die wüste Insel, Singspiel — d'après L'Isola disabitata de Metastasio (1779, Leipzig)
- Bradamante, Dramma per musica (1779, Padoue)
- Creso in Media, Opera seria (1779, Naples)
- Amor e Psyche, Opera seria (1780, Naples)
- Ester, Oratorio, Venezia 1781
- Il marito indolente, Opera buffa (1782, Dresde)
- Rübezahl ossia Il vero amore, Opera buffa (1789, Dresde)
- Osmano dey d'Algeri, Opera buffa (1800, Dresde)
- Il giorno natalizio, Opera buffa (Pasticcio) (1802, Dresde)

### Musique de chambre
- Quatuors à cordes 1-6 « Quartetti Padovani »
- 6 Divertimenti da camera per pianoforte e violino (1777, Kassel)

## Sources
- Ines Burde, « Joseph Schuster », dans Die Musik in Geschichte und Gegenwart, 2006. - vol. 15, p. 353–355
- Laurie Ongley, Liturgical Musc in late eighteenth-century Dresden: Johann Gottlieb Naumann, Joseph Schuster, and Franz Seydelmann, New Heaven, 1992.